# Colón Eloy del María
Colón Eloy del María ist eine Ortschaft und eine Parroquia rural („ländliches Kirchspiel“) im Kanton Eloy Alfaro der ecuadorianischen Provinz Esmeraldas. Die Parroquia besitzt eine Fläche von 71,72 km². Die Einwohnerzahl lag im Jahr 2010 bei 1410. Für das Jahr 2015 wurde eine Einwohnerzahl von 1548 prognostiziert.

## Lage
Die Parroquia Colón Eloy del María liegt im Küstentiefland im Nordwesten von Ecuador. Das Areal wird vom Estero María, einem Nebenfluss des Río Santiago, in nördlicher Richtung durchquert und dabei entwässert. Westlich der Parroquia fließt der Río Cayapas nach Norden. Östlich und nördlich der Parroquia umfließt der Río Santiago das Gebiet. Der Hauptort befindet sich 26 km südsüdöstlich vom Kantonshauptort Valdez. Eine 4,3 km lange Nebenstraße verbindet den Ort mit der weiter nördlich verlaufenden Fernstraße E15 (Esmeraldas–San Lorenzo).
Die Parroquia Colón Eloy del María grenzt im Osten an die Parroquia Timbiré, im Süden an die Parroquia Selva Alegre, im Westen an die Parroquia Borbón sowie im Norden an die Parroquia Maldonado.

## Orte und Siedlungen
In der Parroquia gibt es neben dem Hauptort folgende Recintos: San Antonio, Guabineros und Valdez.

## Geschichte
Die Parroquia Colón Eloy del María wurde am 14. Mai 1992 gegründet.